# Euphyia leptophrica
Euphyia leptophrica là một loài bướm đêm trong họ Geometridae.